# Ōmachi, Nagano

Ōmachi (大町市 Ōmachi-shi?) este un municipiu din Japonia, prefectura Nagano.